# آلکسی بوگایف
آلکسی بوگایف (روسی: Алексей Иванович Бугаев؛ ۲۵ اوت ۱۹۸۱ – ۲۹ دسامبر ۲۰۲۴) بازیکن فوتبال اهل روسیه بود.
از باشگاه‌هایی که وی در آن‌ها بازی کرده‌، می‌توان به لوکوموتیو مسکو اشاره کرد.
وی همچنین در تیم ملی فوتبال روسیه بازی کرده‌است.

## زندگی شخصی و مرگ
در ۲۸ اکتبر ۲۰۲۳، بوگایف با داشتن ۴۹۵ گرم مفدرون در کراسنودار دستگیر شد و انتظار می رفت که او به توزیع غیرقانونی مواد مخدر متهم شود. در ۲۴ سپتامبر ۲۰۲۴، بوگایف به توزیع مواد مخدر اعتراف کرد و به ۹ و نیم سال زندان محکوم شد. زمانی که بوگایف در زندان بود، به دنبال ثبت نام در ارتش برای خدمت در جنگ اوکراین بود.

سه ماه بعد در ۲۹ دسامبر ۲۰۲۴، بوگایف در جنگ برای روسیه در حمله روسیه به اوکراین کشته شد. به دلیل مرگ وی در منطقه جنگی، جسد وی، یافت نشد.